# Sennedjem (18. Dynastie)
Sennedjem war ein  hoher altägyptischer Würdenträger am Ende der 18. Dynastie (Neues Reich) unter König Tutanchamun. Er trug verschiedene Titel, darunter „Vorsteher der Lehrer“, „Gottesvater“ und „Wedelträger zur Rechten des Königs“. Sennedjem ist bisher mit Sicherheit nur von seinem Grab bei Achmim bekannt. Dieses teilte er mit dem „Vorsteher der Ammen“, Senqed. In dem Grab finden sich die Namen des Tutanchamun, womit Sennedjem mit Sicherheit unter diesem Herrscher amtierte. Im Grab gibt es klare Anzeichen, dass das Andenken des Sennedjem verfolgt wurde. Sein Name und sein Bild sind mehrmals ausgehackt worden. Er fiel also am Ende seiner Karriere in Ungnade und sein Andenken wurde verfolgt. Das Grab und seine Darstellungen sind heute sehr zerstört. Bemerkenswert ist das Bild eines Königs, der auf einem Streitwagen fährt. Der König wird von einer weiteren Person begleitet. Beischriften sind nicht erhalten. Der König und sein Begleiter bleiben unbekannt.